# Слишком много клиентов
«Слишком много клиентов» (англ. Too Many Clients) — детективный роман американского писателя Рекса Стаута, написанный в 1960 году. Входит в цикл о Ниро Вульфе.

## Публикация
Впервые роман опубликован 28 октября 1960 года издательством Viking Press. В первой публикации роман занимал 183 страницы. Иллюстрацию к первому изданию сделал художник Viking Press Билли Инглиш.

## Сюжет
К Арчи Гудвину приходит миллионер Томас Йигер и просит его о помощи. Йигер полагает, что за ним следят. Арчи всё устраивает, но вдруг узнаёт, что Томас Йигер был убит за два часа до того, как пришёл к нему. Арчи заключает, что к нему пришёл самозванец. Кто и зачем к нему пришёл, предстоит выяснить им с Вульфом. Арчи удаётся узнать, что Йигер был убит в доме, где тайно встречался с многочисленными любовницами, но тщательно скрывает этот факт от полиции, чтобы не выдать своих клиентов (жителей того самого дома).

## Экранизация
По роману снята одна серия второго сезона американского телесериала «Тайны Ниро Вульфа». Впервые была показана 2 июня 2002 года.